# Auf eigene Gefahr (1974)
Auf eigene Gefahr ist ein US-amerikanischer Spielfilm aus dem Jahre 1974 mit George Peppard in der Hauptrolle.

## Handlung
Vince Newman ist ein harter, aber korrekter Drogenfahnder in Los Angeles. Nachdem er zwei Jahre lang erfolglos gegen den Drogenbaron Lo Falcone ermittelt hat, finden er und sein Partner Garry eine große Menge Drogen und die Leiche des Neffen von Falcones Rivalen Dellanzia in einem der Häuser Falcones. Bevor der Staatsanwalt jedoch Anklage erheben kann, wird Newman von Falcone in Misskredit gebracht; er verliert sowohl seine Reputation als auch seinen Job. Es kommt daher nicht zum Prozess, da die Aussage Newmans nun nichts mehr wert ist.
Da Newman nicht nur seinen Job, sondern auch seine damit verbundenen Pensionsansprüche verloren hat, bringt er Falcone und dessen Handlanger mittels Selbstjustiz zur Strecke.

## Kritik
„Ein impulsiver Polizeidetektiv entlarvt einen langgesuchten Rauschgifthändler, nachdem er durch falsche Indizien selbst in den Verdacht eines Verbrechens geraten ist. Reizvoll gestalteter Kriminalfilm, der jedoch in krasser Form Gewalt als einziges Mittel der Problemlösung propagiert.“

„Es gibt kaum eine Episode in diesem Film, die Sie nicht schon einmal zuvor gesehen haben (…) Es ist entmutigend, George Peppard als Quasi-Serpico zu sehen (…) Hier bemüht er sich kaum zu schauspielern.“

## Auszeichnungen
- 1985: NAACP-Image-Award-Nominierung für Roger Robinson